# Norialsus capeneri
Norialsus capeneri är en insektsart som först beskrevs av Synave 1953.  Norialsus capeneri ingår i släktet Norialsus och familjen kilstritar.
Artens utbredningsområde är Singapore. Inga underarter finns listade i Catalogue of Life.